# Neàpolis de Sardenya
Neàpolis (en llatí Neapolis, en grec antic Νεάπολις, en sard Nabui) era una ciutat de Sardenya, una de les principals de l'illa a la costa oest, quasi a l'extrem sud d'aquesta costa. Era a uns 30 km d'Oristany (Othoca). L'Itinerari d'Antoní la situa a 60 milles romanes de Sulci.
El nom la fa suposadament d'origen grec però res és conegut de la seva història i quan Plini el Vell diu que era una ciutat important de l'illa no fa esment del seu origen grec. També en parlen Claudi Ptolemeu i la Taula de Peutinger. Les seves ruïnes són a la desembocadura del riu Pabillonis al lloc que forma l'estuari o llac de Marceddi. L'església antiga que hi ha al lloc es deia Santa Maria de Nabui.
Les Aquae Calidae Neapolitanorum de les que parla Ptolemeu a la via entre Othoca i Caralis (Càller) corresponen a la moderna Bagni di Sardara.